# Iron Brigade
Iron Brigade, conosciuto anche con il titolo Trenched, è un videogioco per Xbox 360 del 2011 sviluppato dalla Double Fine Productions e pubblicato dalla Microsoft Studios come titolo disponibile per il download digitale su Xbox Live Arcade. Successivamente è stato reso disponibile per Microsoft Windows nel 2012. Annunciato in occasione del Game Developers Conference del 2011 da Tim Schafer, Iron Brigade è un videogioco che unisce gli elementi dei generi tower defense e sparatutto in terza persona, ambientato dopo la prima guerra mondiale in una realtà alternativa, in cui il giocatore controlla delle unità della "Mobile Trench Brigade" che devono combattere delle creature robotiche conosciute come Monovision. Il giocatore controlla dei giganti mecha con armamenti e corazze personalizzabili in numerose missioni ambientate in tutto il mondo. Il gioco è stato pubblicato sul servizio Xbox Live il 22 giugno 2011, mentre l'uscita sul mercato europeo è stata posticipata dal 30 novembre 2011 al 1º dicembre 2011 per via di alcuni problemi di copyright legati al nome Trenched, che è stato quindi cambiato in Iron Brigade. In seguito all'uscita del titolo in Europa, il nome internazionale del videogioco è stato aggiornato in Iron Brigade.